# Pollenia luteola
Pollenia luteola este o specie de muște din genul Pollenia, familia Calliphoridae, descrisă de Villeneuve în anul 1927.
Este endemică în Taiwan. Conform Catalogue of Life specia Pollenia luteola nu are subspecii cunoscute.